# Making Michael Jackson's Thriller
Making Michael Jackson's Thriller (conosciuto anche come The Making of Thriller) è un film documentario del 1983 sull'artista Michael Jackson diretto da Jerry Kramer che racconta il making of del celebre videoclip di Thriller diretto da John Landis.

## Contenuti
Making Michael Jackson’s Thriller è uno sguardo dietro le quinte sul video di Thriller realizzato nel 1983 da Michael Jackson e dal regista John Landis. Il documentario si incentra inoltre sul truccatore premio Oscar Rick Baker e su tutto il team che ha creato Thriller. La pellicola include anche spezzoni di diversi momenti iconici della carriera di Michael Jackson, inclusi la sua storica performance di Billie Jean nella trasmissione Motown 25, in cui Jackson eseguì per la prima volta il moonwalk, il famoso passo di danza reso celebre dall'artista, e il cortometraggio Beat It.

### Trama
Il documentario si apre con alcune immagini dal dietro le quinte dopodiché si passa al primo segmento intitolato "The Fans". Vengono mostrati ed intervistati dei fan di Jackson, che si sono appostati a tarda sera ai bordi della strada dietro delle transenne sul set delle riprese del video sulla Union Pacific AV a Los Angeles, mentre cercano di avere uno scorcio dell'artista. Il secondo segmento si intitola "In The Beginning" e narra della genesi dell'opera. Jackson e Landis narrano che l'idea per il video venne a Jackson dopo aver visto il film di Landis, Un lupo mannaro americano a Londra (1981). Landis racconta di aver ricevuto una chiamata dall'artista a tarda notte (a causa del fuso orario tra Los Angeles e Londra) che gli chiedeva se voleva essere il regista del video e di come i due si fossero trovati subito d'accordo su come il video avrebbe dovuto essere qualcosa di più elaborato rispetto ai precedenti due video di Jackson (Billie Jean e Beat It). Viene quindi intervistato il truccatore Rick Baker mentre vengono mostrate immagini di come Jackson sia stato truccato da lupo mannaro e i ballerini da zombi. Baker racconta di come siano stati necessari 20 diversi truccatori sul set per dargli una mano a trasformare in zombi 30 ballerini, mentre vengono mostrate altre immagini dal dietro le quinte accompagnate dalle note della canzone Off the Wall. Il successivo segmento, "The Graveyard", mostra il dietro le quinte della scena in cui Jackson e la modella Ola Ray passano davanti al cimitero dal quale gli zombi escono dalle loro tombe mentre "Breaking and Entering" narra di come sia stata realizzata la scena in cui gli zombi sfondano porte, finestre e pavimento della casa abbandonata che si vede alla fine del video. Il segmento "Metamorphosis" mostra la complessa lavorazione dietro alla scena in cui l'artista si trasforma gradualmente in un licantropo e di come sia stato applicato il complesso trucco prostetico sul volto e sulle mani di Jackson. "Rehearsal" mostra la lavorazione della iconica coreografia di Jackson che balla con gli zombi, mostrando immagini delle prove effettuate con la direzione del coreografo Michael Peters. Jackson racconta poi di quando l'attore e ballerino Fred Astaire, suo idolo, lo chiamò per congratularsi dopo l'esibizione di Billie Jean di Jackson al Motown 25, del quale vengono mostrate alcune immagini. Il segmento "Ola", che si apre sulle note della canzone P.Y.T. (Pretty Young Thing), si focalizza sull'attrice e modella Ola Ray e sulle prove di Jackson e la Ray per la camminata iniziale. Viene poi mostrato un segmento senza titolo dove il montatore, George Folsey Jr., mostra il complesso montaggio dietro al video musicale mentre riceve indicazioni dal cantante e dal regista. Dopo una serie di immagini dietro le quinte, accompagnate dalla canzone Workin' Day and Night, il documentario si conclude con Jackson e Landis seduti uno di fronte all'altro, mentre il regista scherza su come l'artista sia estremamente suscettibile al solletico.

## Distribuzione
Il documentario venne trasmesso in anteprima in televisione negli Stati Uniti il 15 dicembre 1983 e reso disponibile in formato VHS dal 1983 al 1990. Il documentario non è più stato concesso in licenza per la messa in onda né commercializzato in alcun formato dopo il 1990. La VHS divenne all'epoca la VHS più venduta della storia, sia nel genere musicale che in quello cinematografico, con vendite superiori alle 10 milioni di unità.
Il 4 settembre 2017 è stato presentato fuori concorso alla 74ª edizione del Festival del Cinema di Venezia, anticipato dal video originale restaurato e riconvertito in 3D. La proiezione a Venezia rappresenta la prima volta in cui il documentario è stato mostrato sul grande schermo.
Il 7 settembre 2017 è stato presentato invece al Toronto International Film Festival.